# Территориальное аббатство Айнзидельна
Территориальное аббатство Айнзидельна  (лат. Territorialis Abbatia Einsiedlensis) — территориально-административная единица Римско-Католической Церкви на уровне епархии, подчиняющаяся напрямую Святому Престолу. Территориальным аббатством Айнзидельна управляет аббат бенедиктинского монастыря, который находится на территории коммуны Айнзидельн, Швейцария. Территориальное аббатство Айнзидельна состоит из одного прихода и 90 человек.

## История
Территориальное аббатство Айнзидельна было основано в 934 году. В средние века территориальное аббатство Айнзидельна являлось важным пунктом Пути святого Иакова. С XIV века территориальное аббатство Айнзидельна является важным центром католического паломничества. В приходе территориального аббатства Айнзидельна находится статуя Чёрной Мадонны (сделана в XV веке), которая является одной из самых известных католических святынь в Швейцарии.

## Источник
- Annuario Pontificio, Libreria Editrice Vaticana, Città del Vaticano, 2003, ISBN 88-209-7422-3